# 24 ur Le Mansa 1980
24 ur Le Mansa 1980 je bila oseminštirideseta vzdržljivostna dirka 24 ur Le Mansa. Potekala je 14. in 15. junija 1980.

## Rezultati

### Uvrščeni
| Poz | Razred | Št | Moštvo                               | Dirkači                                                  | Šasija                  | Motor                         | Krogi |
| --- | ------ | -- | ------------------------------------ | -------------------------------------------------------- | ----------------------- | ----------------------------- | ----- |
| 1   | S +2.0 | 16 | LePoint Jean Rondeau                 | Jean Rondeau Jean-Pierre Jaussaud                        | Rondeau M379            | Ford Cosworth DFV 3.0L V8     | 338   |
| 2   | S +2.0 | 9  | Equipe Liqui Moly - Martini Racing   | Jacky Ickx Reinhold Joest                                | Porsche 908/80          | Porsche 2.1L Turbo Flat-6     | 336   |
| 3   | GTP    | 17 | Belga Jean Rondeau                   | Gordon Spice Philippe Martin Jean-Michel Martin          | Rondeau M379            | Ford Cosworth DFV 3.0L V8     | 329   |
| 4   | GTP    | 5  | WM Esso                              | Guy Fréquelin Roger Dorchy                               | WM P79/80               | Peugeot 2.7L Turbo V6         | 316   |
| 5   | IMSA   | 70 | Dick Barbour Racing                  | John Fitzpatrick Brian Redman Dick Barbour               | Porsche 935 K3          | Porsche 3.2L Turbo Flat-6     | 316   |
| 6   | GTP    | 4  | Porsche System                       | Manfred Schurti Jürgen Barth                             | Porsche 924 Carrera GT  | Porsche 2.0L Turbo I4         | 316   |
| 7   | S +2.0 | 8  | Alain de Cadenet                     | Alain de Cadenet Francois Migault                        | De Cadenet-Lola LM      | Ford Cosworth DFV 3.0L V8     | 313   |
| 8   | Gr.5   | 49 | Velga Racing Team                    | Harald Grohs Dieter Schornstein                          | Porsche 935             | Porsche 3.0L Turbo Flat-6     | 313   |
| 9   | IMSA   | 73 | JLP Racing                           | John Paul Sr. John Paul Jr. Guy Edwards                  | Porsche 935 JLP-2       | Porsche 3.0L Turbo Flat-6     | 312   |
| 10  | IMSA   | 76 | JMS Racing Charles Pozzi             | Jean Xhenceval Pierre Dieudonné Hervé Regout             | Ferrari 512BB/LM        | Ferrari 4.9L Flat-12          | 312   |
| 11  | GTP    | 6  | WM Esso                              | Jean-Daniel Raulet Marcel Mamers                         | WM P79/80               | Peugeot 2.7L Turbo Flat-6     | 311   |
| 12  | GTP    | 2  | Porsche System                       | Andy Rouse Tony Dron                                     | Porsche 924 Carrera GT  | Porsche 2.0L Turbo I4         | 310   |
| 13  | GTP    | 3  | Porsche System                       | Derek Bell Al Holbert                                    | Porsche 924 Carrera GT  | Porsche 2.0L Turbo I4         | 305   |
| 14  | IMSA   | 83 | BMW France                           | Didier Pironi Dieter Quester Marcel Mignot               | BMW M1                  | BMW 3.5L I6                   | 293   |
| 15  | IMSA   | 84 | BMW Motorsport GmbH Dominique Lacaud | Hans Joachim Stuck Dominique Lacaud Hans-Georg Bürger    | BMW M1                  | BMW 3.5L I6                   | 283   |
| 16  | GT     | 93 | Thierry Perrier                      | Thierry Perrier Roger Carmillet                          | Porsche 911SC           | Porsche 4.6L Flat-6 (Ethanol) | 280   |
| 17  | S 2.0  | 25 | ROC - Sociéte Yacco                  | Bruno Sotty Daniel Laurent Philippe Hesnault             | Chevron B36             | ROC-Talbot 2.0L I4            | 276   |
| 18  | S 2.0  | 23 | ROC - Sociéte Yacco                  | Michel Dubois Christian Debias Florian Vetsch            | Lola T298               | ROC-Talbot 2.0L I4            | 272   |
| 19  | Gr.5   | 53 | Jolly Club - Lancia Corse            | Carlo Facetti Martino Finotto                            | Lancia Beta Monte Carlo | Lancia 1.4L Turbo I4          | 272   |
| 20  | IMSA   | 89 | Hervé Poulain                        | Dany Snobeck Hervé Poulain Pierre Destic                 | Porsche 935             | Porsche 3.0L Turbo Flat-6     | 272   |
| 21  | IMSA   | 86 | Z & W Enterprises Inc.               | Ernesto Soto Mark Hutchins Pierre Honnegger              | Mazda RX-7              | Mazda 12A 2.3L 2-Rotor        | 266   |
| 22  | S 2.0  | 29 | Dorset Racing Associates             | Peter Clarke Nick Mason Martin Birrane                   | Lola T297               | Ford Cosworth BDG 2.0L I4     | 263   |
| 23  | IMSA   | 78 | EMKA Productions                     | Steve O'Rourke Richard Down Simon Phillips               | Ferrari 512BB/LM        | Ferrari 4.9L Flat-12          | 262   |
| 24  | GT     | 90 | Georges Bourdillat                   | Georges Bourdillat Alain-Michel Bernhard Pascal Ennequin | Porsche 934             | Porsche 3.0L Turbo Flat-6     | 248   |
| 25  | S +2.0 | 12 | Dome Co. Ltd.                        | Chris Craft Bob Evans                                    | Dome RL80               | Ford Cosworth DFV 3.0L V8     | 246   |

### Odstopi
| Poz | Razred | Št | Moštvo                                   | Dirkači                                                     | Šasija                  | Motor                     | Krogi |
| --- | ------ | -- | ---------------------------------------- | ----------------------------------------------------------- | ----------------------- | ------------------------- | ----- |
| 26  | GTP    | 7  | WM Esso                                  | Serge Saulnier Jean-Louis Bousquet Denis Morin              | WM P79/80               | Peugeot 2.7L Turbo V6     | 264   |
| 27  | S 2.0  | 27 | Michel Elkoubi / Primagaz                | Patrick Perrier Pierre Yver                                 | Lola T298               | BMW 2.0L I4               | 255   |
| 28  | GT     | 94 | Equipe Alméras Fréres                    | Jacques Alméras Jean-Marie Alméras Marianne Hoepfner        | Porsche 934             | Porsche 3.3L Turbo Flat-6 | 251   |
| 29  | IMSA   | 69 | Racing Associates Inc.                   | Bob Akin Ralph Kent-Cooke Paul Miller                       | Porsche 935 K3          | Porsche 3.0L Turbo Flat-6 | 237   |
| 30  | IMSA   | 95 | BMW Zol-Auto                             | Francois Servanin Laurent Ferrier Pierre-Francois Rousselot | BMW M1                  | BMW 3.5L I6               | 237   |
| 31  | Gr.5   | 43 | Malardeau Kremer Racing                  | Xavier Lapeyre Jean-Louis Trintignant Anny-Charlotte Verney | Porsche 935 K3          | Porsche 3.0L Turbo Flat-6 | 217   |
| 32  | Gr.5   | 45 | Gelo Racing Team                         | Bob Wollek Helmut Kelleners                                 | Porsche 935             | Porsche 3.2L Turbo Flat-6 | 191   |
| 33  | Gr.5   | 42 | Gozzy Kremer Racing                      | Tetsu Ikuzawa Rolf Stommelen Axel Plankenhorn               | Porsche 935 K3          | Porsche 3.0L Turbo Flat-6 | 167   |
| 34  | GT     | 80 | Diego Febles Racing                      | Armando Gonzales Diego Febles Francisco Romero              | Porsche 934             | Porsche 3.0L Turbo Flat-6 | 164   |
| 35  | Gr.5   | 44 | Charles Ivey Racing                      | Peter Lovett Dudley Wood John Cooper                        | Porsche 935 K3          | Porsche 3.0L Turbo Flat-6 | 158   |
| 36  | S 2.0  | 28 | Scuderia Torino Corse                    | Lella Lombardi Mark Thatcher                                | Osella PA8              | BMW 2.0L I4               | 157   |
| 37  | GT     | 91 | ASA Cachia                               | Christian Bussi Bernard Salam Cyril Grandet                 | Porsche 934             | Porsche 3.0L Turbo Flat-6 | ?     |
| 38  | IMSA   | 85 | Sun System Whittington Brothers Racing   | Hurley Haywood Don Whittington Dale Whittington             | Porsche 935 K3          | Porsche 3.0L Turbo Flat-6 | ?     |
| 39  | GTX    | 96 | Garage du Bac                            | Frederic Alliot Jacques Guérin                              | BMW M1                  | BMW 3.5L I6               | ?     |
| 40  | IMSA   | 77 | JMS Racing Charles Pozzi                 | Jean-Claude Andruet Claude Ballot-Léna                      | Ferrari 512BB/LM        | Ferrari 4.9L Flat-12      | ?     |
| 41  | IMSA   | 71 | Dick Barbour Racing                      | Bobby Rahal Bob Garretson Allan Moffat                      | Porsche 935 K3          | Porsche 3.0L Turbo Flat-6 | ?     |
| 42  | S +2.0 | 1  | André Chevalley Racing                   | Patrick Gaillard Francois Trisconi André Chevalley          | ACR 80 (Lola T380)      | Ford Cosworth DFV 3.0L V8 | 126   |
| 43  | S +2.0 | 15 | ITT Jean Rondeau                         | Henri Pescarolo Jean Ragnotti                               | Rondeau M379            | Ford Cosworth DFV 3.0L V8 | 124   |
| 44  | Gr.5   | 41 | Porsche Kremer Racing                    | Ted Field Danny Ongais Jean-Louis Lafosse                   | Porsche 935 K3          | Porsche 3.0L Turbo Flat-6 | 89    |
| 45  | S 2.0  | 22 | Hubert Striebig                          | Michel Pignard Mario Ketterer Hubert Striebig               | TOJ SM01                | BMW 2.0L I4               | 79    |
| 46  | IMSA   | 75 | JMS Racing Charles Pozzi                 | Lucien Guitteny Gérard Bleynie                              | Ferrari 512BB/LM        | Ferrari 4.9L Flat-12      | 47    |
| 47  | IMSA   | 82 | March Racing Ltd.                        | Manfred Winkelhock Patrick Nève Michael Korton              | BMW M1                  | BMW 3.5L I6               | ?     |
| 48  | Gr.5   | 46 | Meccarillos Racing                       | Claude Haldi Bernard Béguin Volkert Merl                    | Porsche 935             | Porsche 2.9L Turbo Flat-6 | 37    |
| 49  | S 2.0  | 24 | ROC - Sociéte Yacco                      | Marc Sourd Bernard Verdier                                  | Lola T298               | ROC-Talbot 2.0L I4        | 27    |
| 50  | Gr.5   | 52 | Scuderia Lancia Corse                    | Piercarlo Ghinzani Markku Alén Gianfranco Brancatelli       | Lancia Beta Monte Carlo | Lancia 1.4L Turbo I4      | 26    |
| 51  | IMSA   | 79 | Scuderia Supercar Bellancauto            | Spartaco Dini Fabrizio Violati Maurizio Micangeli           | Ferrari 512BB/LM        | Ferrari 4.9L Flat-12      | 10    |
| 52  | IMSA   | 68 | Racing Associates Inc.                   | Skeeter McKitterick Charles Mendez Leon Walger              | Porsche 935 K3          | Porsche 3.0L Turbo Flat-6 | 9     |
| 53  | IMSA   | 72 | Wynn's International Dick Barbour Racing | Robert Kirby Mike Sherwin Bob Harmon                        | Porsche 935 K3          | Porsche 3.0L Turbo Flat-6 | 7     |
| 54  | S 2.0  | 20 | Jean-Philippe Grand                      | Jean-Philippe Grand Yves Courage                            | Chevron B36             | BMW 4.0L I4               | 6     |
| 55  | Gr.5   | 51 | Scuderia Lancia Corse                    | Hans Heyer Bernard Darniche Teo Fabi                        | Lancia Beta Monte Carlo | Lancia 1.4L Turbo I4      | 6     |

### Statistika
- Najboljši štartni položaj - #70 Dick Barbour Racing - 3:40.02
- Najhitrejši krog - #9 Equipe Liqui Moly - Martini Racing - 3:40.60
- Razdalja - 4608.02 km/h
- Povprečna hitrost - 191.899 km/h

### Dobitniki nagrad
- Index of Thermal Efficiency - #16 LePoint Jean Rondeau